# Rachel Dratch
Rachel Susan Dratch (Lexington, 22 febbraio 1966) è un'attrice statunitense.

## Biografia

### Carriera
È famosa per aver fatto parte del cast del Saturday Night Live dal 1999 al 2006, dove tra i vari personaggi e imitazioni ha creato il personaggio di Debbie Downer.
Attiva nel mondo dello spettacolo con la serie 30 Rock e altri film come Abbasso l'amore e Spring Breakdown, di cui è stata anche sceneggiatrice e produttrice.

### Vita privata
È sorella del regista Daniel Dratch.

## Filmografia parziale

### Attrice

#### Cinema
- Serious Business, regia di Hurt McDermott (1999)
- Martin & Orloff, regia di Lawrence Blume (2002)
- The Hebrew Hammer, regia di Jonathan Kesselman (2002)
- Abbasso l'amore (Down with Love), regia di Peyton Reed (2003)
- Barely Legal - Doposcuola a luci rosse (After School Special), regia di David M. Evans (2003)
- Dickie Roberts - Ex piccola star (Dickie Roberts: Former Child Star), regia di Sam Weisman (2003)
- Freshman Orientation, regia di Ryan Shiraki (2004)
- Looking for Kitty, regia di Edward Burns (2004)
- Romantica Jeana (Her Minor Thing), regia di Charles Matthau (2005)
- Winter Passing, regia di Adam Rapp (2005)
- Cambia la tua vita con un click (Click), regia di Frank Coraci (2006)
- The Pleasure Drivers, regia di Andrzej Sekuła (2006)
- Io vi dichiaro marito e... marito (I Now Pronounce You Chuck & Larry), regia di Dennis Dugan (2007)
- Bill, regia di John Salcido – cortometraggio (2008)
- Harold, regia di T. Sean Shannon (2008)
- Spring Breakdown, regia di Ryan Shiraki (2009)
- Love N' Dancing, regia di Robert Iscove (2009)
- 5 appuntamenti per farla innamorare (I Hate Valentine's Day), regia di Nia Vardalos (2009)
- Le mie grosse grasse vacanze greche (My Life in Ruins), regia di Donald Petrie (2009)
- Mia moglie per finta (Just Go with It), regia di Dennis Dugan (2011)
- Teacher of the Year, regia di Chris Modoono – cortometraggio (2012)
- Indovina perché ti odio (That's My Boy), regia di Sean Anders (2012)
- Before You, regia di Nick Everhart – cortometraggio (2012)
- Syrup, regia di Aram Rappaport (2013)
- The Grief of Others, regia di Patrick Wang (2015)
- Le sorelle perfette (Sisters), regia di Jason Moore (2015)
- L'uragano Bianca (Hurricane Bianca), regia di Matt Kugelman (2016)
- Tracktown, regia di Alexi Pappas e Jeremy Teicher (2016)
- L'uragano Bianca 2: dalla Russia con odio (Hurricane Bianca: From Russia with Hate), regia di Matt Kugelman (2018)
- Matrimonio a Long Island (The Week Of), regia di Robert Smigel (2018)
- Wine Country, regia di Amy Poehler (2019)
- La piccola boss (Little), regia di Tina Gordon Chism (2019)
- Plan B, regia di Natalie Morales (2021)

#### Televisione
- Saturday Night Live – programma TV, 145 puntate (1999-2006, 2010-2011, 2017-2020)
- Squadra emergenza (Third Watch) – serie TV, episodio 2x10 (2000)
- The King of Queens – serie TV, 6 episodi (2002-2004)
- Detective Monk (Monk) – serie TV, episodio 2x13 (2004)
- Frasier – serie TV, episodio 11x18 (2004)
- 30 Rock – serie TV, 16 episodi (2006-2012)
- The Consultants, regia di Damon Santostefano – film TV (2008)
- I maghi di Waverly (Wizards of Waverly Place) – serie TV, episodio 2x16 (2009)
- Ugly Betty – serie TV, episodio 3x24 (2009)
- Sherri – serie TV, episodio 1x13 (2009)
- Delocated – serie TV, episodio 2x04 (2010)
- Funny or Die Presents – programma TV, 4 puntate (2011)
- Submissions Only – serie TV, episodio 1x06 (2011)
- Suburgatory – serie TV, episodio 2x02 (2012)
- Inside Amy Schumer – serie TV, 4 episodi (2015-2016)
- Last Week Tonight with John Oliver – programma TV, 6 puntate (2015, 2018-2019, 2021)
- Shameless – serie TV, 4 episodi (2019)
- Mr. Mayor – serie TV, episodi 1x01-1x04-1x09 (2021)
- And Just Like That... – serie TV, episodio 2x06 (2023)

### Doppiatrice
- Kim Possible – serie animata, episodio 1x15 (2002)
- Game Over – serie animata, 6 episodi (2004)
- O'Grady – serie animata, episodi 1x13-2x4 (2005)
- Aqua Teen Hunger Force – serie animata, episodio 5x01 (2008)
- Squidbillies – serie animata, episodio 3x06 (2008)
- Assy McGee – serie animata, 6 episodi (2008)
- Avatar - La leggenda di Aang (Avatar: The Last Airbender) – serie animata, episodi 3x17-3x18 (2008)
- Superjail! – serie animata, episodio 1x03 (2008)
- Size Zero, regia di Marissa Kamin – cortometraggio (2010)
- Fish Hooks - Vita da pesci (Fish Hooks) – serie animata, 9 episodi (2010-2011)
- The Awesomes – serie animata, 15 episodi (2013-2015)
- Bob's Burgers – serie animata, 5 episodi (2014-2015, 2018-2019)
- I Simpson (The Simpsons) – serie animata, episodio 28x03 (2016)
- Imaginary Mary – serie TV, 9 episodi (2017)
- Nature Cat – serie animata, 4 episodi (2017-2018)

## Personaggi famosi imitati
- Barbara Bush
- Barbara Walters
- Britney Spears
- Calista Flockhart
- Monica Lewinsky

## Doppiatrici italiane
Nelle versioni in italiano delle opere in cui ha recitato, Rachel Dratch è stata doppiata da:
- Tiziana Avarista in Io vi dichiaro marito e... marito, Mia moglie per finta, Unbreakable Kimmy Schmidt, Wine Country, La piccola boss, I love my dad
- Giò Giò Rapattoni in Le mie grosse grasse vacanze greche, Love N' Dancing
- Roberta Gasparetti in Romantica Jeana, Matrimonio a Long Island
- Paola Giannetti in Abbasso l'amore
- Perla Liberatori in Detective Monk
- Alessandra Korompay in Helpsters
- Micaela Incitti in Great News
- Cinzia De Carolis in I maghi di Waverly
- Barbara Castracane in 30 Rock